# OnNet Fibra (Red de fibra óptica)
On*Net Fibra es una Red de fibra óptica chilena neutral de cobertura nacional que proporciona conexión a los titulares de suscripciones de empresas que la utilizan. Fue inaugurada en 2020. Actualmente es propiedad de Telefónica Chile y de Kohlberg Kravis Roberts -como socio capitalista-. 
Cuenta con los siguientes proveedores que utilizar su infraestructura para entregar internet, televisión y telefonía IP a usuarios domésticos y empresariales.
- Telefónica Chile (desde su inicio)
- DIRECTV (desde agosto del 2023) [2]
- Entel (desde febrero del 2024) [3]
- VTR (desde marzo del 2024) [4]

Funciona como subsidiaria de Telefónica Chile, conecta todas los hogares y empresas de Fibra hasta la casa hasta hasta su propia OLT y desde allí directamente hasta los proveedores de servicio. Es una red de GPON redundante y hasta ahora tiene cobertura en alrededor de 250 comunas. 